# Parma Associazione Calcio 1969-1970
Questa pagina raccoglie le informazioni riguardanti il Parma Associazione Calcio nelle competizioni ufficiali della stagione 1969-1970.

## Stagione
Nella stagione 1969-1970 il Parma disputa il girone B della Serie D, con 52 punti vince il torneo e sale in Serie C, al secondo posto il Crema con 50 punti, tutte le altre molto staccate, arrivano terze con 40 punti la Pergolettese e la Gallaratese. Retrocedono in Promozione il Lilion Snia Varedo, il Voghera e la Pro Palazzolo.
A prendere il via nella Serie D 1969-1970 è la neopromossa A.C. Parmense 1968, nelle prime 14 giornate della stagione attuale, dopo che l'altra squadra della città il Parma Football Club è stata dichiarata fallita dal Tribunale di Parma. Dal 1º gennaio 1970 l'A.C. Parmense cambierà denominazione in Parma Associazione Calcio. Quindi dalla 15ª giornata, nel derby contro il San Secondo vinto (3-1) ritorna a chiamarsi Parma. Dopo tante delusioni si torna a tifare per questa "nuova-vecchia" squadra ducale che, dopo una faticosa partenza, ottiene solo 2 punti nelle prime 5 partite, trionfa nel girone B di Serie D vincendo la resistenza del Crema, con un finale travolgente di quattro vittorie di fila. Sugli scudi Orazio Rancati che con 14 reti è il fromboliere del Parma, ben condotto prima da Giancarlo Vitali, poi a seguire da Stefano Angeleri. La bandiera dei ducali è però l'ala Bruno Mora parmense purosangue, ex nazionale azzurro, che in disaccordo con il Milan, viene ingaggiato a campionato in corso, dando un sostanzioso contributo alla promozione in Serie C.

## Rosa
| N. |                   | Ruolo | Calciatore          |
| -- | ----------------- | ----- | ------------------- |
|    | Italia (bandiera) | D     | Gianni Avanzini     |
|    | Italia (bandiera) | P     | Paolo Barducci      |
|    | Italia (bandiera) | D     | Ildebrando Bertozzi |
|    | Italia (bandiera) | C     | Gianni Caleffi      |
|    | Italia (bandiera) | P     | Giovanni Camprini   |
|    | Italia (bandiera) | C     | Luigi Capelli       |
|    | Italia (bandiera) | C     | Mario Casini        |
|    | Italia (bandiera) | D     | Gianni Cavicchioni  |
|    | Italia (bandiera) | A     | Bruno Civa          |
|    | Italia (bandiera) | C     | Claudio Govi        |
|    | Italia (bandiera) | D     | Giuseppe Grulla     |
|    | Italia (bandiera) | A     | Beniamino Lombardi  |

| N. |                   | Ruolo | Calciatore          |
| -- | ----------------- | ----- | ------------------- |
|    | Italia (bandiera) | D     | Vittorio Marazzi    |
|    | Italia (bandiera) | A     | Bruno Mora          |
|    | Italia (bandiera) | C     | Ermenegildo Moretto |
|    | Italia (bandiera) | A     | Vincenzo Morganelli |
|    | Italia (bandiera) | D     | Bruno Piaser        |
|    | Italia (bandiera) | A     | Orazio Rancati      |
|    | Italia (bandiera) | C     | Giuseppe Regali     |
|    | Italia (bandiera) | C     | Angelo Rolli        |
|    | Italia (bandiera) | C     | Alessandro Romani   |
|    | Italia (bandiera) | A     | Francesco Rubagotti |
|    | Italia (bandiera) | C     | Antonio Soncini     |
|    | Italia (bandiera) | D     | Mauro Spocchi       |

## Risultati

### Serie D Girone A

#### Girone di andata
| Arbitro: | Badino (Vercelli) |

|                                  |           |  |
| Mascheroni 23’ Grulla 69’ (aut.) | Marcatori |  |

| Parma 28 settembre 1969 2ª giornata | Parmense          | 0 – 0 | Crema | Stadio Ennio Tardini\| Arbitro: \| Biasizzo (Torino) \| |
| Arbitro:                            | Biasizzo (Torino) |       |       |                                                         |

| Arbitro: | Benvenuti Lucchetta (San Donà di Piave) |

|                        |           |  |
| Barzaghi 21’ Corno 82’ | Marcatori |  |

| Parma 12 ottobre 1969 4ª giornata | Parmense              | 0 – 0 | Carpi | Stadio Ennio Tardini\| Arbitro: \| Simoncini (La Spezia) \| |
| Arbitro:                          | Simoncini (La Spezia) |       |       |                                                             |

| Arbitro: | Morato (Padova) |

|            |           |  |
| Murari 57’ | Marcatori |  |

| Arbitro: | Terpin (Trieste) |

|             |           |  |
| Rancati 30’ | Marcatori |  |

| Arbitro: | Grippiolo (Torino) |

|                           |           |  |
| Rubagotti 21’ Moretto 88’ | Marcatori |  |

| Cremona 9 novembre 1969 8ª giornata | Cremonese       | 0 – 0 | Parmense | Stadio Giovanni Zini\| Arbitro: \| Milan (Treviso) \| |
| Arbitro:                            | Milan (Treviso) |       |          |                                                       |

| Arbitro: | Cigaia (Treviso) |

|                       |           |  |
| Rancati 47’, 74’, 78’ | Marcatori |  |

| Arbitro: | Di Gioia (Pistoia) |

|           |           |  |
| Bulla 78’ | Marcatori |  |

| Arbitro: | Guarini (Padova) |

|          |           |  |
| Mora 67’ | Marcatori |  |

| Arbitro: | Restanti (Bressanone) |

|  |           |                |
|  | Marcatori | 75’ Morganelli |

| Arbitro: | Simionato (Pordenone) |

|                                    |           |             |
| Morganelli 30’ Regali 40’ Mora 61’ | Marcatori | 25’ Rinaldi |

| Arbitro: | Buso (Treviso) |

|             |           |  |
| Vanelli 49’ | Marcatori |  |

| Arbitro: | Guazzotti (Alessandria) |

|                                       |           |           |
| Regali 42’ Rancati 60’ Morganelli 90’ | Marcatori | 54’ Alari |

| Arbitro: | Unia (Livorno) |

|  |           |             |
|  | Marcatori | 29’ Capelli |

| Arbitro: | Brenzoni (Verona) |

|               |           |  |
| Rubagotti 14’ | Marcatori |  |

#### Girone di ritorno
| Arbitro: | Grossetti (Asti) |

|                                   |           |           |
| Rancati 61’ (rig.) Morganelli 82’ | Marcatori | 56’ Cella |

| Arbitro: | Abati (Livorno) |

|  |           |            |
|  | Marcatori | 64’ Casini |

| Arbitro: | Alt (Cormons) |

|                                 |           |                 |
| Rubagotti 8’ Rancati 29’ (rig.) | Marcatori | 49’ De Bernardi |

| Arbitro: | Toso (Grado) |

|                |           |             |
| Giacomucci 70’ | Marcatori | 86’ Rancati |

| Arbitro: | Di Stefano (Venezia) |

|                         |           |               |
| Rancati 34’, 48’ (rig.) | Marcatori | 88’ Guarnieri |

| Arbitro: | Agnolin (Bassano del Grappa) |

|  |           |                                     |
|  | Marcatori | 60’ Casini 76’ Rancati 89’ Bertozzi |

| Arbitro: | Perissinotto (Venezia) |

|  |           |                    |
|  | Marcatori | 13’ (aut.) Varisco |

| Parma 15 marzo 1970 25ª giornata | Parma               | 0 – 0 | Cremonese | Stadio Ennio Tardini\| Arbitro: \| Cespites (Lanciano) \| |
| Arbitro:                         | Cespites (Lanciano) |       |           |                                                           |

| Arbitro: | Governa (Alessandria) |

|  |           |                    |
|  | Marcatori | 55’ (rig.) Rancati |

| Arbitro: | Grassi (Savona) |

|            |           |  |
| Regali 72’ | Marcatori |  |

| Arbitro: | Artico (Bassano del Grappa) |

|             |           |                      |
| Betelli 60’ | Marcatori | 25’ Rancati 45’ Mora |

| Arbitro: | Del Fiandra (Massa) |

|            |           |  |
| Regali 60’ | Marcatori |  |

| Arbitro: | Sansò (Lecce) |

|             |           |                |
| Urgnani 10’ | Marcatori | 30’ Morganelli |

| Arbitro: | Celli (Trieste) |

|             |           |  |
| Rancati 46’ | Marcatori |  |

| Arbitro: | Ciulli (Roma) |

|  |           |                          |
|  | Marcatori | 37’ Rubagotti 87’ Casini |

| Arbitro: | Agnolin (Bassano del Grappa) |

|                              |           |  |
| Rubagotti 28’ Morganelli 39’ | Marcatori |  |

| Arbitro: | Toso (Grado) |

|  |           |           |
|  | Marcatori | 3’ Casini |

## Statistiche

### Statistiche dei giocatori
|                | Giocatore           | Campionato | Campionato |
| Pres           | Giocatore           | Gol        |            |
| -------------- | ------------------- | ---------- | ---------- |
| Portieri       | Paolo Barducci      | 33         | -14        |
| Portieri       | Giovanni Camprini   | 2          | -1         |
| Difensori      | Bruno Piaser        | 32         | 0          |
| Difensori      | Ildebrando Bertozzi | 33         | 1          |
| Difensori      | Mario Casini        | 25         | 4          |
| Difensori      | Giuseppe Grulla     | 32         | 0          |
| Difensori      | Gianni Avanzini     | 2          | 0          |
| Difensori      | Gianni Cavicchioni  | 3          | 0          |
| Difensori      | Vittorio Marazzi    | 4          | 0          |
| Difensori      | Maurizio Spocchi    | 7          | 0          |
| Centrocampisti | Giuseppe Regali     | 34         | 4          |
| Centrocampisti | Gianni Caleffi      | 27         | 0          |
| Centrocampisti | Alessandro Romani   | 13         | 0          |
| Attaccanti     | Claudio Govi        | 9          | 0          |
| Attaccanti     | Bruno Mora          | 12         | 3          |
| Attaccanti     | Francesco Rubagotti | 25         | 0          |
| Attaccanti     | Angelo Rolli        | 5          | 0          |
| Attaccanti     | Antonio Soncini     | 14         | 0          |
| Attaccanti     | Bruno Civa          | 1          | 0          |
| Attaccanti     | Luigi Capelli       | 20         | 0          |
| Attaccanti     | Beniamino Lombardi  | 2          | 0          |
| Attaccanti     | Vincenzo Morganelli | 27         | 6          |
| Attaccanti     | Gian Carlo Moretto  | 9          | 0          |
| Attaccanti     | Orazio Rancati      | 33         | 14         |